# Aunac
Aunac foi uma comuna francesa na região administrativa da Nova Aquitânia, no departamento de Charente. Estendia-se por uma área de 4,77 km². Em 2010 a comuna tinha 617 habitantes (densidade: 129,4 hab./km²).
Em 1 de janeiro de 2017, passou a formar parte da comuna de Aunac-sur-Charente.